# Stadhouder
Stadhouder (niderl.), (Statthalter niem.) – namiestnik, tytuł jaki nosili namiestnicy kierujący poszczególnymi prowincjami w ramach państwa Republika Zjednoczonych Prowincji. Najważniejsi byli stathouderzy prowincji Holandii. Książęta z dynastii Oranje-Nassau bywali stathouderami kilku (spośród siedmiu) prowincji jednocześnie, co dawało im zwierzchnią władzę nad niemal całym krajem. Zakres ich możliwości jako władców zmieniał się.

## DynastiaOranje-Nassau– Stadhouderzy Zjednoczonych Prowincji
| # | Imię                                     |  | Urodzony                     | Zmarł                     | Czas rządów | Rodzice                                              |
| - | ---------------------------------------- |  | ---------------------------- | ------------------------- | ----------- | ---------------------------------------------------- |
| 1 | Wilhelm I Orański Willem I Zwijger       |  | 21 kwietnia 1533 Dillenburg  | 10 lipca 1584 Delft       | 1572–1584   | Wilhelm I von Nassau-Dillenburg Juliana von Stolberg |
| 2 | Maurycy Orański Maurits                  |  | 14 listopada 1567 Dillenburg | 23 kwietnia 1625 Haga     | 1585–1625   | Wilhelm I Orański Anna Saska                         |
| 3 | Fryderyk Henryk Orański Frederik Hendrik |  | 29 stycznia 1584 Delft       | 14 marca 1647 Haga        | 1625–1647   | Wilhelm I Orański Ludwika de Coligny                 |
| 4 | Wilhelm II Orański Willem II             |  | 27 maja 1626 Haga            | 6 listopada 1650 Haga     | 1647–1650   | Fryderyk Henryk Orański Amalia von Solms-Braunfels   |
| 5 | Wilhelm III Orański Willem III           |  | 14 listopada 1650 Haga       | 19 marca 1702 Londyn      | 1672–1702   | Wilhelm II Orański Maria Stuart                      |
| 6 | Wilhelm IV Orański Willem IV             |  | 1 września 1711 Leeuwarden   | 22 października 1751 Haga | 1747–1751   | Jan Wilhelm Friso Maria Ludwika von Hessen-Kassel    |
| 7 | Wilhelm V Orański Willem V               |  | 8 marca 1748 Haga            | 9 kwietnia 1806 Brunszwik | 1751–1795   | Wilhelm IV Orański Anna Hanowerska                   |